# Paolo Montagna
Paolo Montagna, né le 28 mai 1976 à Saint-Marin, est un footballeur international saint-marinais, qui évoluait au poste d'attaquant.

## Biographie

### Carrière en club
Paolo Montagna dispute deux matchs en Coupe de l'UEFA avec le club du SS Cosmos.

### Carrière internationale
Paolo Montagna compte 46 sélections avec l'équipe de Saint-Marin entre 1995 et 2011. 
Il est convoqué pour la première fois par le sélectionneur national Giorgio Leoni pour un match des éliminatoires de l'Euro 1996 contre la Finlande le 29 mars 1995. Il commence la rencontre comme titulaire, et sort du terrain à la 74e minute de jeu, en étant remplacé par Davide Gualtieri (défaite 2-0). Il reçoit sa dernière sélection le 11 octobre 2011 contre la Moldavie (défaite 4-0).

## Palmarès
- Avec le SS Cosmos
  - Champion de Saint-Marin en 2001